# Leipa (Adelsgeschlecht)

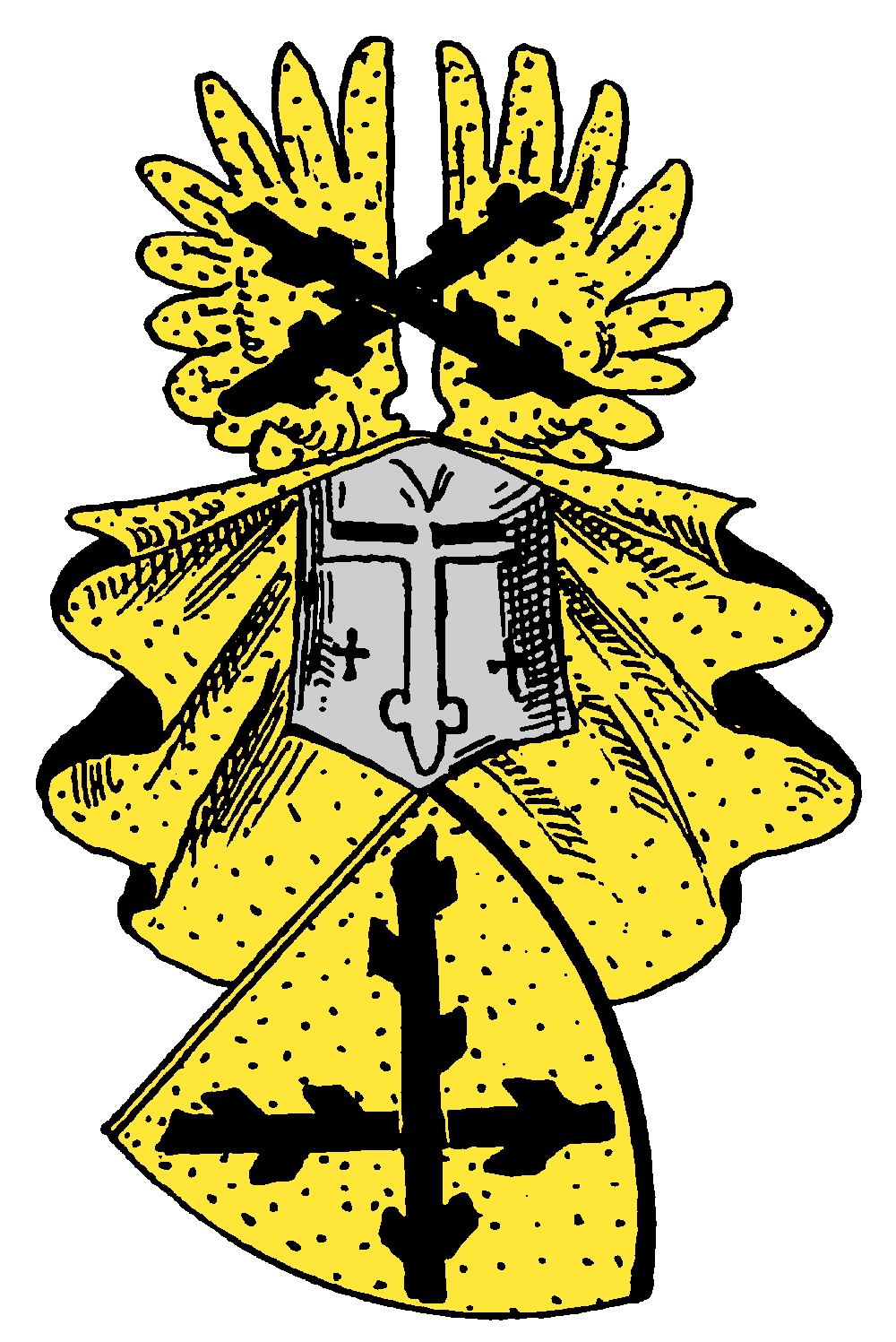
Wappen derer von Leipa

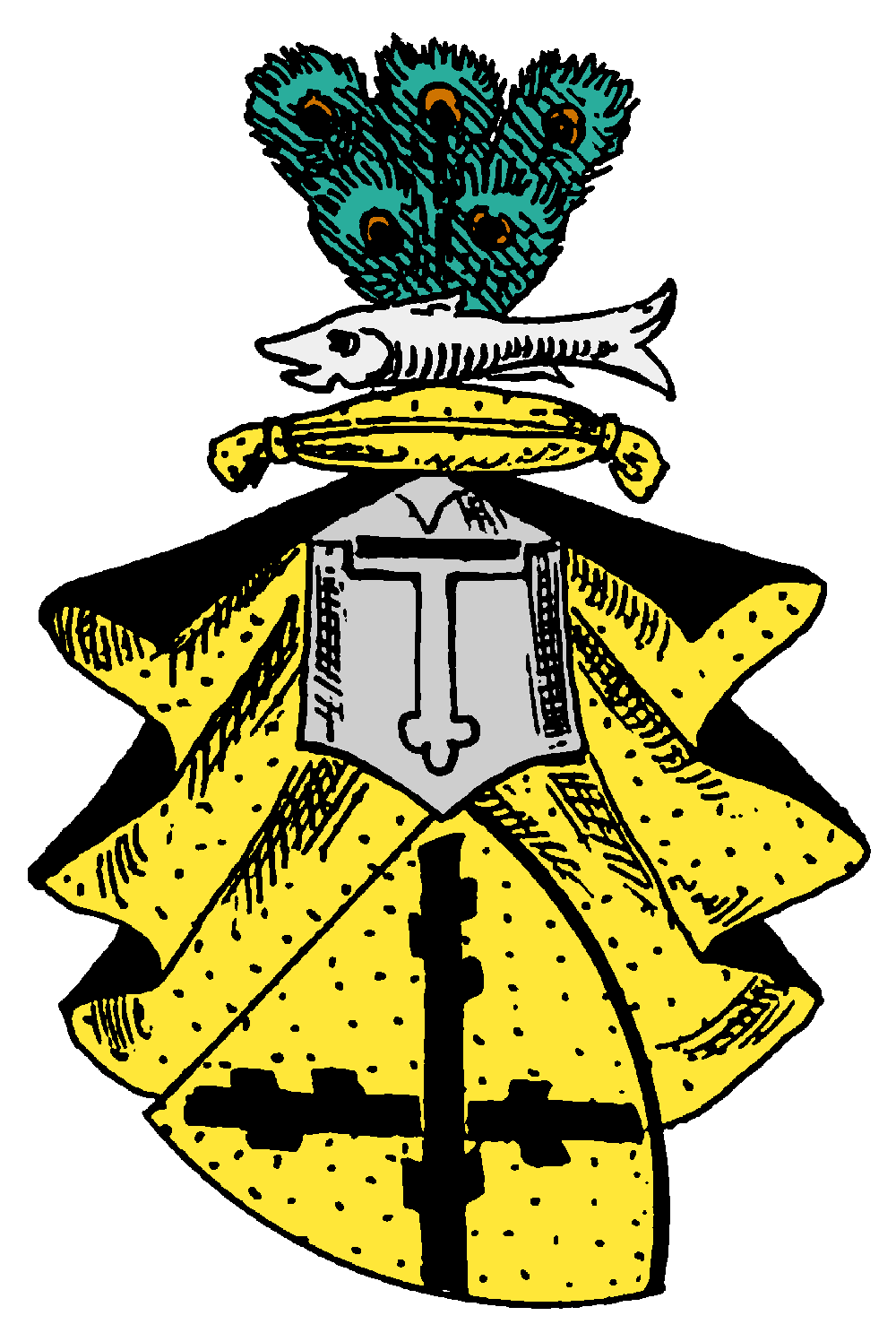
Wappen derer von Leipa (Variante)

Das Adelsgeschlecht von Leipa (tschechisch z Lipé), die Berka von Dubá, von Lichtenburg und Krzineczky von Ronow nahmen in der Rangordnung der alten Herrenstandsfamilien in Böhmen den ersten Rang ein.

## Geschichte
Der älteste Ahnherr war der aus Zittau im Siedlungsgebiet der Sorben stammende Smil, Burggraf von Glatz, 1216 verstorben. Dessen Sohn Heinrich von Zittau, Burggraf von Bautzen, 1252 verstorben, hatte zwei Söhne. Der jüngere Czastalow von Ronow, verstorben 1271, ist der nähere Stammvater der Herren von Berka von Duba und Leipa, der Freiherren Krzineczky von Ronow, von Lipa (Páni z Lipé), Klin(gen)stein, Richenberg und Žleb. Der ältere Smil „von Gottes Gnaden Herr von Lichtenburg“ auf Lichnicz und Brod (urkundlich „Zmilo de Luchtenburg, Baro illustris Regis Bohemiae“), verstorben 1269, hatte vier Söhne:
- Heinrich auf Brod
- Ulrich genannt „Ulmann“, 1313 Burggraf von Prag
- Hynek auf Zleb in Ostböhmen, 1296 verstorben
- Raimund, 1329 verstorben

Einer der Enkel des Smil genannt Swietlik (* 1216) mit Namen Chval war Herr der Burg Friedland und gilt als Gründer der Stadt und der Burg Böhmisch-Leipa. Der Name leitet sich vermutlich ab von der Linde (Lípa).
Der Erste, der den Namenszusatz z Lipe trug, war 1277 Czenek z Lipé. Er ließ die Wasserburg in Böhmisch-Leipa errichten. Ein weiteres Familienmitglied war Arnoldus dictus de Lipa, ein Bürger in Kravařice. Zu Beginn des 14. Jahrhunderts entstand auf dem Gebiet des Geschlechts die Felsenburg Sloup, erstmals 1324 erwähnt, damals als Eigentum des Czenek Berka von Dubá.
Die Herren von Leipa zogen nach dem Verkauf und Tausch der Grundherrschaften nach Mähren. Das Geschlecht teilte sich in den Ast Lipsko und Pirkstein (z Pirkštejna). Heinrich von Leipa (z Lipeho) auf Moravský Krumlov, Obersthofmarschall im Königreich Böhmen und Landeshauptmann von Mähren, verstorben 1496, war verehelicht mit Barbara von Münsterberg. Weitere Ansässigkeitsorte waren Lipnice nad Sázavou (Lipnitz), Havlíčkův Brod (Deutsch Brod) sowie weitere Höfe in Böhmen sowie Hodonín in Mähren. Die Mitglieder des Geschlechtes waren hohe staatliche Verwalter und erhielten das Erbrecht für die Titel Höchster Marschall und Propst des Königlichen Kollegiatkapitels der hll. Peter und Paul auf dem Vyšehrad.
1. Johann (Jan) von Leipa war Oberstmarschall von Böhmen unter Karl IV., und  Heinrich (Jindřich), einer der Führer des böhmischen Adels, förderte Johann von Böhmen als König Böhmen. Während der Herrschaft des Hauses Luxemburg war das Geschlecht auch in führenden politischen Funktionen tätig.
2. Berthold Freiherr von Lipa, Oberstlandmarschall des Königreichs Böhmen, wurde nach Beginn des Dreißigjährigen Krieges 1623 und der Rekatholisierung in Böhmen zum Verlust der Erblandmarschallwürde verurteilt und verstarb 1643 im Exil. Er war verehelicht mit Maria, verstorben nach 1652, auf Brandeis an der Adler, Tochter aus der 1. Ehe des Oberst-Erblandmarschalls im Königreich Böhmen Hartwig Zaruba von Hustirzan (1586–1639), geschlossen auf Schloss Častolovice am 16. Mai 1601 mit Elisabeth Freiin von Oppersdorf (* 1582). Mit deren Sohn Czesniek Freiherr von Lippa (z Lipého) erlosch das Herrengeschlecht derer von Leipa 1682 in Schlesien im Namensträgerstamm.

## Wappen
Das Wappen zeigt in Gold zwei gestümmelte schwarze Äste geschrägt. Auf dem Helm mit schwarz-goldenen Helmdecken ein offener goldener Flug, belegt mit dem Schildbild. Eine Wappenvariante zeigt als Helmzier einen silbernen Fisch auf goldenem Polster vor einem natürlichen Pfauenstoß.

## Persönlichkeiten
- Heinrich von Leipa der Ältere (* 1296; † 26. August 1329), Oberstlandmarschall und Statthalter. Er war Diplomat und Oberhaupt der weitverzweigten Ronow (Adelsgeschlecht), zu denen die Herren von Leipa, von Dauba (z Dubé), von Lichtenburg (z Lichtenburka), Miczan von Klin(gen)stein u. a. gehörten. Der Hauptsitz der Herren von Leipa befand sich damals in Zittau. Heinrich war Anführer des Hochadels in Auseinandersetzungen mit dem König Johann von Böhmen. 1319 bestimmte der König das Amt des Oberstlandmarschalls erblich für Heinrich und dessen Nachkommen; dies hatte Gültigkeit bis zum Erlöschen der Familie im Namensträgerstamm im Jahr 1683.
- Bernard von Leipa, Propst des Kollegialklosters in Bautzen (obersorbisch Budyšín).
- Heinrich „Der Eiserne“ (Jindřich Železný) (* 1312; † 1337), Landeshauptmann von Böhmen
- Čeněk (* 1316; † 1363), Landeshauptmann von Mähren, wurde berühmt durch ständigen Tausch der Familiengüter mit seinem Bruder Bertolt und dem Neffen Heinrich.
- Johann (Jan) (* 1330; † 1338), Landeshauptmann von Mähren.
- Heinrich (Jindřich) († 1352), Propst auf Vyšehrad bei Prag.
- Heinrich (Jindřich) (* vor 1337; † 1404), Oberstlandmarschall von Böhmen
- Berthold von Lipa (z Lipého), Propst des königlichen Kollegiatkapitels auf dem Vyšehrad bei Prag, Oberstlandmarschall des Königreichs Böhmen, 1347 verstorben, verehelicht mit Agnes, eine Tochter des Heinrich I. von Rosenberg, auf Krumau (Krumlov) und Klingenberg (Zwikov), kgl. böhmischer Oberstkämmerer und Oberstburggraf zu Prag, am 4. März 1310 in Prag verstorben und der Ehefrau seiner zweiten Ehe Elisabeth Freiin von Dobruška und Opočno, Tochter des Frhr. von Dobrusska auf Skuhrow.
- Matthäus Salava von Lípa (Matěj Salava), Hussitenhauptmann und Verbündeter der Orebiten; 1393 Herr der Burg Skály in Ostböhmen, 1453 verstorben.
- Heinrich von Lipa, Oberstlandmarschall im Königreich Böhmen, verstorben nach 1513, verehelicht mit Bohunka von Pernstein (1485–1549) in deren 1. Ehe.